# 古沢稀杏
古沢 稀杏（ふるさわ ききょう、2003年12月23日 - ）は、日本の女性プロレスラー。静岡県富士宮市出身。スターダム所属。

## 来歴
2025年5月21日の後楽園ホール大会でデビュー。対戦相手は羽南。ジャベ（関節技）を駆使した試合運びを見せるも、逆エビ固めの前にタップアウト負けした。

## 得意技
- 飛びつき変形卍固め